# Eurosia ludekingi
Eurosia ludekingi är en fjärilsart som beskrevs av Van Eecke 1920. Eurosia ludekingi ingår i släktet Eurosia och familjen björnspinnare. Inga underarter finns listade i Catalogue of Life.